# قائمة أعضاء فرقة ديف ليبارد
ديف ليبارد (بالإنجليزية: Def Leppard)‏ هي فرقة روك بريطانية أنشأت عام 1977 في شفيلد كجزء من حركة الموجة الجديدة لموسيقى الهيفي ميتال البريطانية. أدناه قائمة كاملة بكل الأعضاء الرسميين، وموسيقيي الجلسات، والفنانين المشاركين، وموسيقيي الجولات، والضيوف المباشرين في فترة نشاط ديف ليبارد.
نشأت ديف ليبارد من فرقة أتوميك ماس بعد انضمام المغني جو إليوت لأتوميك ماس عام 1977. التشكيلة المكونة من جو إليوت، وعازف الطبول توني كيننغ، وعازف غيتار البيس ريك سافج، وعازف الإيتار بيت ويليس اكتملت بإضافة عازف الإيتار ستيف كلارك في يناير 1978. قدمت الفرقة أول عروضها في 18 يوليو من نفس السنة قبل تسجيل اسطوانتها المطولة الأولى في الخريف بعد رحيل كيننغ.
ترك رحيل كيننغ منصب عازف الطبول مفتوحاً. انضم ريك ألين للفرقة في نوفمبر 1978 وصار عازف الطبول الرسمي منذ حينها، بالرغم من فقدانه لذراعه اليسرى في حادث سير في 31 ديسمبر 1984. سجلت ديف ليبارد أون ثرو ذا نايت وهاي 'ن' دراي كالخماسي المكون من سافج، وويليس، وإليوت، وكلارك، وألين قبل طرد بيت ويليس في يوليو 1982. استبدل ويليس بفيل كولين من فرقة غيرل، وانطلقت الفرقة نحو أنجح فتراتها نشاطها تجارياً، بإصدار كل من بايرومانيا وهستيريا.
في 8 يناير 1991، أثناء غيابه عن الفرقة، عُثر على عازف الإيتار ستيف كلارك ميتاً في منزله. سجل كلٌ من سافج، وإليوت، وألين، وكولين ألبوم الفرقة التالي أدرينالايز كرباعي قبل انضمام فيفيان كامبل، سابقاً مع ديو ووايتسنيك، لاستبدال المتوفى كلارك. لم تتغير تشكيلة الفرقة منذ إضافة كامبل في أبريل 1992، وبذلك تكون هذه التشكيلة الأطول بقاءً منذ نشأتها. أصدرت التشكيلة الحالية أربعة ألبومات تجميعية، وألبومين مباشرين، وستة ألبومات استوديو حتى الآن، كان آخرها الألبوم ذاتي الاسم، ديف ليبارد، في 30 أكتوبر 2015.

## أعضاء حاليون
ريك سافج
فترة النشاط: نوفمبر 1977 - الآن
الآلات الرئيسية: غيتار البيس، الغناء المساعد
الآلات الثانوية: الإيتار، الإيتار الصوتي، غيتار البيس الصوتي، الكمان الأجهر، لوحة المفاتيح، الغناء الرئيسي
مشاركات الإصدارات: جميع إصدارات ديف ليبارد
ريك سافج، المعروف أكثر باسم «ساف»، هو أحد الأعضاء المنشئين وكان عازف الإيتار لفرقة ما قبل ديف ليبارد، أتوميك ماس. صار لاحقاً عازف غيتار البيس لأتوميك ماس واحتفظ بذلك المنصب عندما تحولت أتوميك ماس إلى ديف ليبارد عام 1977.
جو إليوت
فترة النشاط: نوفمبر 1977 - الآن
الآلات الرئيسية: الغناء الرئيسي
الآلات الثانوية: الغناء المساعد، الإيتار، الإيتار الصوتي، لوحة المفاتيح، البيانو، الإيقاع
مشاركات الإصدارات: جميع إصدارات ديف ليبارد
بعد انضمامه لأتوميك ماس كمغنٍ رئيسي وعازف غيتار بفترة قصيرة، اقترح جو إليوت تغيير اسم الفرقة لديف ليبارد. بعد ذلك بفترة قصيرة، اقتصرت مشاركته على الغناء الرئيسي بعد انضمام ستيف كلارك للفرقة كعازف الإيتار الرسمي ببضعة أشهر.
ريك ألين
فترة النشاط: 27 نوفمبر 1978 - الآن
الآلات الرئيسية: الطبول، الإيقاع
الآلات الثانوية: الطبول الإلكترونية، الأكورديون، الغناء المساعد، الغناء الرئيسي
مشاركات الإصدارات: جميع إصدارات ديف ليبارد باستثناء ذا ديف ليبارد إي.بي.
انضم ريك ألين لديف ليبارد في نوفمبر 1978، بعد تسجيل الفرقة لأول تسجيلاتها بفترة قصيرة، ذا ديف ليبارد إي.بي.، مع عازف الطبول المؤقت فرانك نون بعد رحيل عازف الطبول الأول، توني كيننغ. بالرغم من ذكره كمشارك في الغناء المساعد في ألبومات ديف ليبارد الأولى، إلا أن ألين حصر عمل الغنائي في السنوات الأخيرة.
فيل كولين
فترة النشاط: 12 يوليو 1982 - الآن
الآلات الرئيسية: الإيتار، الغناء المساعد
الآلات الثانوية: الإيتار الصوتي، الغناء الرئيسي
مشاركات الإصدارات: جميع إصدارات ديف ليبارد باستثناء ذا ديف ليبارد إي.بي.، وأون ثرو ذا نايت، وهاي 'ن' دراي
انضم فيل كولين لديف ليبارد بعد طرد عازف الإيتار بيت ويليس عام 1982. كانت ديف ليبارد تقوم بجولة لدعم هاي 'ن' دراي وأثناء تسجيلها للألبوم بايرومانيا عندما طُرد ويليس. غادر كولين فرقة غيرل لينضم لديف ليبارد كعازف الإيتار.
فيفيان كامبل
فترة النشاط: أبريل 1992 - الآن
الآلات الرئيسية: الإيتار، الغناء المساعد
الآلات الثانوية: الإيتار الصوتي، الغناء الرئيسي
مشاركات الإصدارات: جميع إصدارات ديف ليبارد منذ ريترو أكتيف
انضم فيفيان كامبل، المعروف أيضاً باسم «فيف»، للفرقة بعد إصدار الألبوم أدرينالايز. بعد الموت المفاجئ لعازف الإيتار ستيف كلارك في 1991، سجلت ديف ليبارد وأصدرت أدرينالايز كفرقة رباعية، مع قيام كولين بدور مزدوج على الإيتار، لكن كامبل انضم للفرقة قبل بداية جولة سفن داي ويكند الداعمة للألبوم الجديد.

## أعضاء سابقون
توني كيننغ
فترة النشاط: نوفمبر 1977 - 18 نوفمبر 1978
الآلات: الطبول، الإيقاع
مشاركات الإصدارات: لا شيء
كان توني كيننغ عضواً مؤسساً لأتوميك ماس، وكان أيضاً مسؤولاً عن تغيير اسم الفرقة من "Deaf Leopard" إلى "Def Leppard". غادر كيننغ الفرقة في خريف 1978 قبل بدء الفرقة بتسجيل أول إصداراتها، ذا ديف ليبارد إي.بي.، بفترة قصيرة.
بيت ويليس
فترة النشاط: نوفمبر 1977 - 11 يوليو 1982
الآلات: الإيتار، الغناء المساعد
مشاركات الإصدارات: ذا ديف ليبارد إي.بي.، وأون ثرو ذا نايت، وهاي 'ن' دراي، وكتابة الأغاني وغيتار الإيقاع في بايرومانيا
كان بيت ويليس عضواً مؤسساً في أتوميك ماس واستمر مع تحول الفرقة لديف ليبارد عام 1977. طُرد من الفرقة في 11 يوليو 1982 واستُبدل بفيل كولين.
ستيف كلارك
فترة النشاط: 29 يناير 1978 - 8 يناير 1991
الآلات: الإيتار، الغناء المساعد
الآلات الثانوية: الإيتار الصوتي
مشاركات الإصدارات: ذا ديف ليبارد إي.بي.، وأون ثرو ذا نايت، وهاي 'ن' دراي، وبايرومانيا، وهستيريا، وكتابة الأغاني والأغاني التجريبية لكل من أدرينالايز وريترو أكتيف
انضم ستيف كلارك لديف ليبارد في 29 يناير 1978 بعد عزفه أغنية لينيرد سكينيرد، «فري بيرد» بأكملها. بقي كلارك في الفرقة حتى موته المفاجئ في 8 يناير 1991.

## تشكيلات
| طاقم العمل | إصدارات الاستوديو |
| --- | --- |
| نوفمبر 1977 – 29 يناير 1978 - توني كيننغ - الطبول - ريك سافج - غيتار البيس، الغناء المساعد - بيت ويليس - الإيتار، الغناء المساعد - جو إليوت - الغناء الرئيسي، الإيتار | — |
| 29 يناير 1978 – 18 نوفمبر 1978 - توني كيننغ - الطبول - ريك سافج - غيتار البيس، الغناء المساعد - بيت ويليس - الإيتار، الغناء المساعد - جو إليوت - الغناء الرئيسي - ستيف كلارك - الإيتار، الغناء المساعد                                                                                               | — |
| 18 – 26 نوفمبر 1978 - ريك سافج - غيتار البيس، الغناء المساعد - بيت ويليس - الإيتار، الغناء المساعد - جو إليوت - الغناء الرئيسي - ستيف كلارك - الإيتار، الغناء المساعد الجلسات: - فرانك نون - الطبول                                                                                                  | - ذا ديف ليبارد إي.بي.، يناير 1979 |
| 27 نوفمبر 1978 – 11 يوليو 1982 - ريك سافج - غيتار البيس، الغناء المساعد - بيت ويليس - الإيتار، الغناء المساعد - جو إليوت - الغناء الرئيسي - ستيف كلارك - الإيتار، الغناء المساعد - ريك ألين - الطبول، الغناء المساعد                                                                                 | - أون ثرو ذا نايت، مارس 1980 - هاي 'ن' دراي، يوليو 1981                                                                                       |
| 12 يوليو 1982 – 8 يناير 1991 - ريك سافج - غيتار البيس، الغناء المساعد، الإيتار الإضافي، لوحة المفاتيح الإضافية - جو إليوت - الغناء الرئيسي، الإيتار الإضافي، لوحة المفاتيح الإضافية - ستيف كلارك - الإيتار، الغناء المساعد - ريك ألين - الطبول، الغناء المساعد - فيل كولين - الإيتار، الغناء المساعد | - بايرومانيا، يناير 1983 - هستيريا، أغسطس 1987                                                                                                |
| 8 يناير 1991 – أبريل 1992 - ريك سافج - غيتار البيس، الغناء المساعد، الإيتار الإضافي - جو إليوت - الغناء الرئيسي - ريك ألين - الطبول، الغناء المساعد - فيل كولين - الإيتار، الغناء المساعد | - أدرينالايز، مارس 1992 |
| أبريل 1992 – الآن - ريك سافج - غيتار البيس، الغناء المساعد، الإيتار الإضافي، لوحة المفاتيح الإضافية - جو إليوت - الغناء الرئيسي، الإيتار الإضافي، لوحة المفاتيح الإضافية - ريك ألين - الطبول - فيل كولين - الإيتار، الغناء المساعد - فيفيان كامبل – الإيتار، الغناء المساعد                          | - سلانغ، مايو 1996 - يوفوريا، يونيو 1999 - X، يوليو 2002 - ياه!، مايو 2006 - سونغز فروم ذا سباركل لاونج، أبريل 2008 - ديف ليبارد، أكتوبر 2015 |

## موسيقيو جلسات
فرانك نون
فترة النشاط: 25–26 نوفمبر 1978
الآلات الموسيقية: الطبول
مساهمات الإصدار: ذا ديف ليبارد إي.بي.
كريس هيوز
فترة النشاط: ديسمبر 1979
الآلات الموسيقية: سنثسيزر
مساهمات الإصدار: «هيلو أميريكا» من أون ثرو ذا نايت
روبرت جون "مات" لانج
فترة النشاط: 1981 – 1987، 1998–1999
الآلات الموسيقية: الغناء المساعد، الإيتار
مساهمات الإصدار: هاي 'ن' دراي، بايرومانيا، هستيريا، أدرينالايز، «رينغ أوف فاير» من ريترو أكتيف، «بروميسس» و«أول نايت» من يوفوريا
جون كونغوس
فترة النشاط: 1982
الآلات الموسيقية: لوحة المفاتيح
مساهمات الإصدار:بايرومانيا
ثوماس دولبي، مذكور باسم بوكو ت. بوفين
فترة النشاط: 1982
الآلات الموسيقية: لوحة المفاتيح
مساهمات الإصدار: بايرومانيا
ميلفن مورتيمر، مذكور باسم ستامبوس ماكسيموس
فترة النشاط: 1987
الآلات الموسيقية: الغناء الرئيسي
مساهمات الإصدار: «ريليس مي» الوجه-ب من أغاني هستيريا المنفردة
بيت وودروف
فترة النشاط: 1991–1996
الآلات الموسيقية: البرمجة، البيانو، أوتار لوحة المفاتيح
مساهمات الإصدار: أدرينالايز، ريترو أكتيف، سلانغ
جون سايكس
فترة النشاط: 1991
الآلات الموسيقية: الغناء المساعد
مساهمات الإصدار: أدرينالايز
فيل «كراش» نيكولاس
فترة النشاط: 1991
الآلات الموسيقية: لوحة المفاتيح
مساهمات الإصدار: «ستاند أب (كيك لاف إنتو موشن)» من أدرينالايز
بي.جيه. سميث
فترة النشاط: أبريل 1992
الآلات الموسيقية: الغناء المساعد
مساهمات الإصدار: «أكشن» من ريترو أكتيف
مايكل كامن
فترة النشاط: أبريل 1993
الآلات الموسيقية: الأوتار
مساهمات الإصدار: «تو ستيبس بيهايند» من ريترو أكتيف
إيان هنتر
فترة النشاط: 1993
الآلات الموسيقية: لوحة المفاتيح، الغناء المساعد
مساهمات الإصدار: «رايد إنتو ذا سان» من ريترو أكتيف، «ذا غولدن إيج أوف روك 'ن' رول» من ياه!
فياشنا أو براونين
فترة النشاط: مارس 1992
الآلات الموسيقية: صفارة القصدير
مساهمات الإصدار: «فروم ذا إنسايد» من ريترو أكتيف، «يو كانت أولويز غيت وات يو وانت» و«ليتل وينغ» من أغاني الوجه-ب من أدرينالايز 
ليام أو ماونلاي
فترة النشاط: مارس 1992
الآلات الموسيقية: البيانو الكبير
مساهمات الإصدار: «فروم ذا إنسايد» من ريترو أكتيف، «يو كانت أولويز غيت وات يو وانت» و«ليتل وينغ» من أغاني الوجه-ب من أدرينالايز
بيتر أوتول
فترة النشاط: مارس 1992
الآلات الموسيقية: مندولين
مساهمات الإصدار: «فروم ذا إنسايد» من ريترو أكتيف، «يو كانت أولويز غيت وات يو وانت» و«ليتل وينغ» من أغاني الوجه-ب من أدرينالايز
ستيفي فان
فترة النشاط: 1995، 2003 – 2005
الآلات الموسيقية: الغناء، الغناء المساعد
مساهمات الإصدار: «وين لاف أند هيت كولايد» من فاولت، «توينتيث سنتشري بوي» من «ياه!»
كريغ برويس
فترة النشاط: 1996
الآلات الموسيقية: ترتيب الأوتار والإيقاع
مساهمات الإصدار: «ترن تو داست» من سلانغ
غافين رايت
فترة النشاط: 1996
الآلات الموسيقية: قيادة الأوتار
مساهمات الإصدار: «ترن تو داست» من سلانغ
رام نارافان
فترة النشاط: 1996
الآلات الموسيقية: سارانغي
مساهمات الإصدار: مقدمة «ترن تو داست» من سلانغ
شيام فاتيش
فترة النشاط: 1996
الآلات الموسيقية: سارانغي
مساهمات الإصدار: نهاية «ترن تو داست» من سلانغ
أف سينغ
فترة النشاط: 1996
الآلات الموسيقية: دول
مساهمات الإصدار: «ترن تو داست» من سلانغ
دامون "ديمن" هيل
فترة النشاط: 1998–1999
الآلات الموسيقية: الإيتار
مساهمات الإصدار: العزف المنفرد الختامي لأغنية «ديموليشن مان» من يوفوريا
ستان سكيلر
فترة النشاط: 2002
الآلات الموسيقية: الإيتار
مساهمات الإصدار: «غرافيتي» من X
إريك كارتر
فترة النشاط: 2002
الآلات الموسيقية: لوحة المفاتيح، تكرارات الطبول
مساهمات الإصدار: «ناو»، و«يور سو بيوتيفل»، و«إيفريدي» من X
جون «برو» كامبل
فترة النشاط: 2003 – 2005
الآلات الموسيقية: ساكسفون
مساهمات الإصدار: «توينتيث سنتشري بوي»، «ستريت لايف»، «درايف إن ساترداي»، «ذا غولدن إيج أوف روك 'ن' رول» من «ياه!»
جاستن هوكينز
فترة النشاط: 2003 – 2005
الآلات الموسيقية: الغناء المساعد
مساهمات الإصدار: «هيل ريزر» من «ياه!»
رونان مكهيو
فترة النشاط: 2003 – 2005
الآلات الموسيقية: ميلوترون
مساهمات الإصدار: «درايف إن ساترداي»، «ليتل بت أوف لاف» من «ياه!»
إم غراينر
فترة النشاط: 2003 – 2005
الآلات الموسيقية: البيانو، الغناء المساعد
مساهمات الإصدار: «ذا غولدن إيج أوف روك 'ن' رول» من «ياه!»
أنيتا ثوماس-كولين
فترة النشاط: 2003 – 2005
الآلات الموسيقية: الغناء المساعد
مساهمات الإصدار: «ذا غولدن إيج أوف روك 'ن' رول» من «ياه!»
كريستين إليوت
فترة النشاط: 2003 – 2005
الآلات الموسيقية: الغناء المساعد
مساهمات الإصدار: «ذا غولدن إيج أوف روك 'ن' رول» من «ياه!»
مارك دانزيسن
فترة النشاط: 2003 – 2005
الآلات الموسيقية: الطبول، الغناء المساعد
مساهمات الإصدار: «أميريكان غيرل» من «ياه!»
ديك ديسنت
فترة النشاط: 2011
الآلات الموسيقية: البيانو، الغناء المساعد
مساهمات الإصدار: «كينغز أوف ذا وورلد» من ميرور بول — لايف آند مور 

## فنانون مبرزون
تيم ماكغرو
فترة النشاط: 2008
الآلات الموسيقية: الغناء الرئيسي
مساهمات الإصدار: «ناين لايفز» من سونغز فروم ذا سباركل لاونج

## موسيقيون متجولون
جيف ريتش
فترة النشاط: أغسطس 1986
الآلات الموسيقية: الطبول، الإيقاع
عزف بجانب ريك ألين في العروض المباشرة الأولى منذ الحادث عام 1984 الذي أدى لبتر ذراع ألين اليسرى.
شيناد مادين
فترة النشاط: 2012
الآلات الموسيقية: الكمان
ستيف براون
فترة النشاط: سبتمبر – نوفمبر 2014، يونيو 2015
الآلات الموسيقية: الإيتار، الغناء المساعد
حل عازف الإيتار لفرقة تريكستر ستيف براون مكان عازف الإيتار لديف ليبارد فيفيان كامبل في 2014 و2015 أثناء تلقي كامبل للعلاج ضد لمفومة هودجكين.

## ضيوف مباشرون
برايان ماي
فترة النشاط: 11 سبتمبر 1983، 9 سبتمبر 1986، 20 أبريل 1992، 31 أكتوبر 2003، 25 مايو 2006
الآلات الموسيقية: الإيتار، الغناء
مشاركات الإصدار: بايرومانيا الإصدار الممتاز، أدرينالايز الإصدار الممتاز 
الأداءات: ترافلين باند"، "ناو آم هير"، "تاي يور ماذر داون"، «توينتيث سنتشري بوي»
انضم برايان ماي لديف ليبارد في عدة مناسبات، كانت أكثرها شهرة حفلة تقدير فريدي ميركريفي 1992 تقديراً لزميله السابق، فريدي ميركري. في مايو 2006، أدى برايان ماي «توينتيث سنتشري بوي» مع الفرقة في في إتش 1 روك أونورز.
برايان روبرتسون
فترة النشاط: 9 فبراير 1983
الآلات الموسيقية: الإيتار، الغناء
الأداءات: «ترافلين باند»
جون بوتشر
فترة النشاط: 29 مايو 1983
الآلات الموسيقية: الإيتار، الغناء
الأداءات: «ترافلين باند»
غاري مور
فترة النشاط: 1983
الآلات الموسيقية: الإيتار، الغناء
الأداءات: «ترافلين باند»
جون بون جوفي
فترة النشاط: 23 يونيو 1988، 27 أكتوبر 1992
الآلات الموسيقية: الغناء
الأداءات: «ترافلين باند»، «كانت غيت إيناف أوف يور لاف»
ستيف هاريس
فترة النشاط: 26 أكتوبر 1988
الآلات الموسيقية: غيتار البيس
الأداءات: «ترافلين باند»
ريتشي سامبورا
فترة النشاط: 27 أكتوبر 1992
الآلات الموسيقية: الإيتار
الأداءات: «كانت غيت إيناف أوف يور لاف»
لو غرام
فترة النشاط: 1992
الآلات الموسيقية: الغناء
الأداءات: «كانت غيت إيناف أوف يور لاف»
روبرت بلانت
فترة النشاط: 6 مايو 1993
الآلات الموسيقية: الغناء
الأداءات: مزيج لد زبلين
براين آدمز
فترة النشاط: 14 مايو 1993
الآلات الموسيقية: الغناء
الأداءات: «كانت غيت إيناف أوف يور لاف»
ستيفي فان
فترة النشاط: 23 أكتوبر 1995
الآلات الموسيقية: الغناء
الأداءات: «وين لاف أند هيت كولايد»
إيان هنتر
فترة النشاط: 19 يوليو 1996، 24 يوليو 2000
الآلات الموسيقية: الغناء
الأداءات: «أول ذا يونغ دودز»
غلوريا فلورز
فترة النشاط: 27 أغسطس 1996
الآلات الموسيقية: الغناء
الأداءات: «سلانغ»
فرانك هانون
فترة النشاط: 31 أغسطس 1999
الآلات الموسيقية: الإيتار
الأداءات: «ليت إت غو»
ريكي وورويك
فترة النشاط: 19 أبريل 2003
الآلات الموسيقية: الإيتار الصوتي، الغناء
الأداءات: «تو ستيبس بيهايند»
ديك ديسنت
فترة النشاط: 17، 18 يونيو 2006، 12، 14 يونيو 2009
الآلات الموسيقية: لوحة المفاتيح، الغناء
الأداءات: «وين لاف أند هيت كولايد»
تيم ماكغرو
فترة النشاط: 13 أكتوبر 2006
الآلات الموسيقية: الغناء الرئيسي
الأداءات: «بور سام شغر أون مي»
تايلور سويفت
فترة النشاط: 7 نوفمبر 2008، 16 يونيو 2009
الآلات الموسيقية: الغناء، الإيتار الصوتي
مساهمات الإصدار: تايلور سويفت آند ديف ليبارد
غنت سويفت لأول مرة مع ديف ليبارد في 2008 كجزء من أداء سي إم تي كروسرودز الذي صُوِّر وأُصدر في 2009. غنت سويفت لاحقاً «بور سام شغر أون مي» مع ديف ليبارد في 16 يونيو 2009 على البرنامج المتلفز جوايز سي إم تي الموسيقية حيث رُشح الفنانان كلاهما للجوائز.
كيث واير
فترة النشاط: 7، 8، 10 يونيو 2011
الآلات الموسيقية: لوحة المفاتيح
الأداءات: «وين لاف أند هيت كولايد» في بلفاست، دبلن، دونينغتون

## أعضاء أتوميك ماس
هذه قائمة بأعضاء فرقة أتوميك ماس، والتي تحولت لاحقاً إلى ديف ليبارد بعد انضمام جو إليوت للفرقة بفترة قصيرة عام 1977. الأعضاء الذين استمروا في كلتا الفرقتين هم سافج، وكيننغ، وويليس، وإليوت فقط.
| - ريك سافج– الإيتار، الغناء المساعد (1977)؛ غيتار البيس، الغناء المساعد (1977) - نيكولاس «نيك» ماكلي – الغناء الرئيسي (1977) - توني «روبن» كيننغ – الطبول، الإيقاع (1977) - بيتر «بيت» دوبلدي – الإيتار، الغناء المساعد (1977) - أندي نيكولاس – غيتار البيس، الغناء المساعد (1977) - بول هولاند – الغناء الرئيسي (1977) - بول هامبشاير – غيتار البيس، الغناء المساعد (1977) - بيت ويليس – الإيتار، الغناء المساعد (1977) - جو إليوت – الإيتار، الغناء المساعد (1977)؛ الغناء الرئيسي (1977) | تشكيلة لم الشمل 2003 - جو إليوت - ريك سافج - بيت ويليس - فرانك نون |

## وصلات خارجية
- موقع ديف ليبارد الرسمي